# بورديتيلا شاهوقية
البورديتيلة الشاهوقية (باللاتينية: Bordetella pertussis)  أو بوردتلاّ برتوسيس هي بكتيريا سلبية الغرام هوائية عصوية مكورة محفظية من جنس البورديتيلا، وهي إحدى مسببات السعال الديكي. والبورديتيلة الشاهوقية غير متحركة بخلاف البورديتيلة المنتنة للقصبات (باللاتينية: Bordetella bronchiseptica). وتشمل عوامل ضراوتها ذيفان الشاهوق والراصة الدموية الخيطية والبيرتاكتين والهدب والذيفان الخلوي الرغامي.
وتنتقل الجراثيم عن طريق قطيرات محمولة بالهواء، وتستمر فترة الحضانة من 9 إلى 10 أيام في المتوسط (تتراوح من 6-20 يوم)، ويبدو أن الإنسان هو العائل الوحيد، تم نشر جينوم السعال الديكي الكامل المكون من 4,086,186 زوج قاعدي في عام 2003.

## السعال الديكي
السعال الديكي هو عدوى في الجهاز التنفسي تتميز بصوت يشبه صيحة الديك عندما يتنفس الشخص. وقتل مرض السعال الديكي في الولايات المتحدة ما بين 10000 و20000 شخص في السنة قبل أن يتوفر لقاح. وغير التطعيم ذلك بين عامي 1985 و1988، حيث توفي أقل من 100 طفل من السعال الديكي. وكان يصاب حوالي 39 مليون شخص سنويا ويموت حوالي 297,000 شخص في جميع أنحاء العالم في عام 2000، وفقا لمنظمة الصحة العالمية. وهناك رسم بياني متاح يوضح تأثير إدخال التطعيم في إنجلترا. ويصيب السعال الديكي مضيفه عن طريق استعمار الخلايا الظهارية الرئوية، وتحتوي البكتيريا على بروتين سطحي لاصق يتحد مع السلفيتيدات الموجودة على أهداب الخلايا الظهارية. وبمجرد أن تثبت البكتيريا، تنتج السم الخلوي في القصبة الهوائية، مما يوقف حركة الأهداب، ويمنعها من إزالة الشوائب من الرئتين، فيستجيب الجسم عن طريق إدخال المضيف في نوبة سعال تطرد بعض البكتيريا في الهواء، وتصبح حرة لإصابة العوائل الأخرى.
السعال الديكي لديه القدرة على تثبيط وظيفة الجهاز المناعي للمضيف، حيث تثبط السموم المعروفة باسم سم البورديتيلا الشاهوقية اقتران البروتين G الذي ينظم تحويل أدينوسين ثلاثي الفوسفات بواسطة إنزيم محلقة الأدينيلات إلى أحادي فوسفات الأدينوسين الحلقي. والنتيجة النهائية هي تحويل الخلايا البلعمية لكميات كبيرة من أحادي فوسفات الأدينوسين إلى أحادي فوسفات الأدينوسين الحلقي، مما قد يسبب اضطرابات في آليات الإشارات الخلوية، ومنع الخلايا البلعمية من الاستجابة بشكل صحيح للعدوى. ويسبب سم البورديتيلا، المعروف سابقا باسم عامل تعزيز الخلايا الليمفاوية انخفاض في دخول الخلايا اللمفاوية إلى العقد اللمفاوية، والتي يمكن أن تؤدي إلى حالة تعرف باسم كثرة اللمفاويات مع عدد الخلايا اللمفاوية الكامل لأكثر من 4000/ميكرولتر في البالغين أو أكثر من 8000/ميكرولتر في الأطفال، مما يكون فريد من نوعه، حيث أن العديد من العدوى البكتيرية تسبب كثرة العدلات بدلا من ذلك.
وتحدث العدوى في الغالب عند الأطفال دون سن السنة عندما يكونون غير متحصنين، أو الأطفال ذوي المناعة الضعيفة، والذين تتراوح أعمارهم بين 11 و18 عامًا. وتتشابه العلامات والأعراض مع نزلات البرد من حيث سيلان الأنف، والعطس، والسعال الخفيف، والحمى المنخفضة. ويصبح المريض معديا أكثر خلال مرحلة النزلة من العدوى، وعادة بعد أسبوعين من بدء السعال. وقد تصبح العدوى محمولة في الهواء عندما يسعل الشخص أو يعطس أو يضحك. ولقاح السعال الديكي هو جزء من التحصين ضد لقاح الخناق والكزاز والسعال الديكي اللاخلوي (DTaP). ويسبق السعال الانتيابي صيحة مع الشهيق، وهي السمة المميزة للسعال الديكي. وقد يكون لدى المريض صوتًا «صاخبًا» عند التنفس بعدها، أو قد يتقيأ. وتكون الأعراض لدى البالغين أكثر اعتدالا، مثل السعال لفترة طويلة دون «الصيحة التي تشبه صوت الديك»، وقد لا يكون لدى الرضع أقل من ستة أشهر الصيحة الكلاسيكية. وقد تستمر نوبة السعال دقيقة أو أكثر، وتسبب زراقًا، وتوقف التنفس، ونوبات صرع. ومع ذلك، عندما لا يكون المريض يعاني من مشكلة في السعال، فإنه لا يعاني من صعوبة في التنفس. ويرجع ذلك إلى أن البورديتيلا الشاهوقية تثبط الاستجابة المناعية، لذلك يتم إنتاج القليل جدًا من المخاط في الرئتين.
وقد يكون السعال لفترة طويلة مهيجًا، وأحيانًا قد لا يتم تشخيص السعال عند البالغين لعدة أشهر.

## كمرض حيواني المنشأ
توجد حالات غير مؤكدة للسعال الديكي كمرض حيواني المنشأ منذ حوالي عام 1910، ولكن في الثلاثينيات، وجد أن البكتيريا تفقد قوتها الخبيثة عند انتشرها بشكل متكرر على الأغار، وهذا يفسر الصعوبات في نتائج استنساخها في دراسات مختلفة، حيث أن المعالجة المسبقة للبكتيريا لم تكن موحدة بين العلماء.
ولكن على الأقل هناك بعض أنواع الرئيسيات شديدة الحساسية للبورديتيلا، وتُطور السعال الديكي السريري بمعدل مرتفع عند التعرض لجرعات قليلة من اللقاح. وسواء كان انتشار البكتيريا بشكل طبيعي في مجموعات الحيوانات البرية غير مؤكد بشكل مرضي من خلال التشخيص المختبري، ولكن تم العثور على السعال الديكي بين الغوريلات البرية، وتعلمت العديد من حدائق الحيوان تلقيح الرئيسيات ضد السعال الديكي.

## التشخيص
يتم إرسال مسحة أنفية بلعومية أو فموية بلعومية إلى مختبر علم الجراثيم لصبغها بصبغة الغرام، وإنمائها في آغار بورديت-جينغو أو أغار استخراج مخزون فحم الخميرة (BCYE) مع إضافة سيفالوسبورين لتحديد الكائن الحي، مما يُظهر مستعمرات تشبه نقاط الزئبق. ويمكن أيضًا اكتشاف بكتيريا السعال الديكي عن طريق تفاعل البوليميراز المتسلسل، وهو أكثر حساسية من زراعة البكتيريا، وعادة ما يستهدف البادئ المستخدم في تفاعل البوليميراز المتسلسل العناصر القابلة للنقل IS481 وIS1001.
وتتوفر العديد من الاختبارات التشخيصية، خاصةً مجموعات مقايسة الامتصاصية المناعية للإنزيم المرتبط، وهي مصممة للكشف عن الأجسام المضادة FHA و/ أو PT من الغلوبيولين المناعي ج أوالغلوبيولين المناعي أ أو الغلوبيولين المناعي م. تستخدم بعض المجموعات مجموعة من المستضدات التي تؤدي إلى حساسية أعلى، ولكنها قد تجعل تفسير النتائج أكثر صعوبة، حيث لا يستطيع المرء معرفة أي جسم مضاد قد تم اكتشافه.
بوردتيلا شاهوقية هي إيجابية الأوكسيداز، ولكنها سلبية اليورياز ونترات ريدوكتاز والسيترات. كما أنها ليس متحركة.

## روابط خارجية
- "Pertussis". Immunization, Vaccines and Biologicals. World Health Organisation. مؤرشف من الأصل في 2018-09-13.
- Finger، Horst؛ von Koenig، C.H.W. (1996). "Ch. 31 Bordetella". في Baron، S. (المحرر). Medical Microbiology (ط. 4th). University of Texas Medical Branch. ISBN:0-9631172-1-1. NBK7813. مؤرشف من الأصل في 2019-09-25.
- "Bordetella pertussis". ARUP Consult—The Physician's Guide to Laboratory Test Selection and Interpretation. مؤرشف من الأصل في 2006-11-03. اطلع عليه بتاريخ 2007-01-30.
- "Pertussis". United Kingdom Health Protection Agency. مؤرشف من الأصل في 2013-07-22.
- Centers for Disease Control and Prevention (2015). "Pertussis". في Atkinson، W.؛ Wolfe، S.؛ Hamborsky، J. (المحررون). Epidemiology and Prevention of Vaccine-Preventable Diseases: The Pink Book (ط. 13th). Public Health Foundation. مؤرشف من الأصل في 2019-06-28.
- Type strain of Bordetella pertussis at BacDive—the Bacterial Diversity Metadatabase